# Wojna rosyjsko-turecka (1806–1812)
Wojna rosyjsko-turecka 1806–1812 pomiędzy Imperium Rosyjskim a Imperium Osmańskim. Doprowadziła do przyłączenia Besarabii do Rosji.
Wojna była spowodowana polityką rewanżu i próbą odniesienia zwycięstwa w związku z zaangażowaniem sił Rosji w wojnach z Francją 1805–1807 (p. III koalicja antyfrancuska i IV koalicja antyfrancuska) i Iranem 1804–1813. Powodem wybuchu wojny było naruszenie przez Turcję umowy z 1805 o zasadach przepływu statków rosyjskich przez cieśniny i zmiana przez tureckiego sułtana prorosyjsko nastrojonych władców hospodarstw Mołdawii i Wołoszczyzny. Rząd rosyjski, obawiając się zajęcia księstw naddunajskich przez wojska francuskie wysadzone w Dalmacji w listopadzie i grudniu 1806, wprowadził do księstw swoje wojska pod dowództwem I.I. Michelsona. 30 grudnia Turcja wypowiedziała Rosji wojnę. W lutym rosyjska eskadra okrętów pod dowództwem Dmitrija Sieniawina, znajdującego się koło wyspy Korfu rozpoczęła działania bojowe i w maju w bitwie pod Dardanelami i w czerwcu w bitwie pod Athos rozbiła flotę turecką. W walkach nad Dunajem wojska tureckie zostały pobite w kilku bitwach lokalnych i wycofały się za Dunaj. Po zawarciu pokoju w Tylży 1807 między Francją i Rosją Napoleon, zgodnie z warunkami pokoju, wystąpił jako pośrednik w celu zawarcia pokoju pomiędzy Rosją i Turcją. W sierpniu zostało zawarte porozumienie o zawieszeniu broni, które trwało do marca 1809.
Wiosną 1809 r. 80 tysięczna armia rosyjska pod dowództwem feldmarszałka Aleksandra Prozorowskiego (a od sierpnia gen. Piotra Bagrationa) rozpoczęła działania bojowe przeciwko tureckim twierdzom. Zajęły kilka twierdz w tym Izmaił oraz okrążyły twierdzę w Silistrze. W październiku 1809 Bagration zmuszony był odstąpić od Silistry w związku z nadciągającą pod twierdzę 50-tysięczną armią turecką. W lutym 1811 naczelnym dowódcą Dunajskiej armii rosyjskiej został gen. lejtnant Nikołaj Kamienski. W maju armia rosyjska przeprawiła się przez Dunaj i opanowała twierdze Pazardżik (dzisiaj Dobricz), Silistrę i Razgrad, a w czerwcu okrążyła Szumen. Szturm Ruszczuka w lipcu zakończył się niepowodzeniem. Turecki naczelny dowódca Kör Yusuf pasza próbował rozbić wojska rosyjskie pod Ruszczukiem, ale poniósł klęskę w sierpniu pod Batinem (wieś w dzisiejszym obwodzie Ruse). Ruszczuk i Żurża kapitulowały.
Na początku 1811 Dunajska armia została osłabiona wycofaniem z jej składu części sił i ich przerzutem na zachód. Wyznaczony w marcu 1811 naczelnym dowódcą Michaił Kutuzow ześrodkował swoje siły (ok. 45 tys. żołnierzy) na głównym kierunku uderzenia. W czerwcu 60 tys. armia Lal Aziza Ahmeta paszy rozpoczęła natarcie na Ruszczuk. Kutuzow mający 15 tys. żołnierzy odparł atak i wycofał swoje wojska za Dunaj. W końcu sierpnia Ahmet pasza przeprawił się przez Dunaj i ześrodkował 35 tys. armię na lewym brzegu. W październiku rosyjski korpus w sile 10 tys. żołnierzy przeprawił się na prawy brzeg Dunaju, na zachód od Ruszczuka. Główne siły tureckie znajdujące się na lewym brzegu znalazły się w okrążeniu w rejonie Swobodży, gdzie skapitulowały 5 grudnia.
W październiku rozpoczęto rozmowy pokojowe, zakończone podpisaniem 28 maja 1812 roku pokoju w Bukareszcie, który przyłączył do Rosji Besarabię.